# Jessica Walter
Jessica Walter (Brooklyn, 1941. január 31. – Manhattan, 2021. március 24.) Primetime Emmy-díjas amerikai színésznő.

## Élete
Walter 1941-ben született zsidó szülőknél, New York Brooklyn városrészében.

## Filmjei

### Játékfilmei
| Év   | Cím                    | Szerep                    | Magyar cím                | Jegyzetek    |
| ---- | ---------------------- | ------------------------- | ------------------------- | ------------ |
| 1964 | Lilith                 | Laura                     |                           | [ 4 ]        |
| 1966 | Grand Prix             | Pat Stoddard              |                           |              |
| 1966 | The Group              | Libby                     |                           |              |
| 1968 | Bye Bye Braverman      | Inez Braverman            |                           | [ 5 ]        |
| 1969 | Number One             | Julie Catlan              |                           | [ 5 ]        |
| 1971 | Play Misty for Me      | Evelyn Draper             | Játszd le nekem a Mistyt! |              |
| 1979 | Goldengirl             | Melody                    |                           | [ 6 ]        |
| 1981 | Going Ape!             | Fiona                     |                           | [ 5 ]        |
| 1983 | Spring Fever           | Celia Berryman            |                           | [ 5 ]        |
| 1984 | Terror in the Aisles   | Evelyn Draper             |                           |              |
| 1984 | The Flamingo Kid       | Phyllis Brody             |                           | [ 7 ]        |
| 1988 | Tapeheads              | Kay Mart                  |                           | [ 5 ]        |
| 1993 | Ghost in the Machine   | Elaine Spencer            | Szellem a gépben          | [ 5 ]        |
| 1994 | PCU                    | President Garcia-Thompson |                           | [ 8 ]        |
| 1995 | Temptress              | Dr. Phyllis Evergreen     |                           | [ 8 ]        |
| 1998 | Slums of Beverly Hills | Doris Zimmerman           |                           | [ 7 ]        |
| 2003 | Dummy                  | Fern                      | Bábu                      | [ 5 ] [ 7 ]  |
| 2006 | Unaccompanied Minors   | Cindi                     | Reszkessetek, repülők!    | [ 7 ]        |
| 2012 | Bending the Rules      | Lena Gold                 |                           | [ 9 ]        |
| 2017 | Undercover Grandpa     | Maddy Harcourt            |                           | [ 10 ]       |
| 2017 | Keep the Change        | Carrie                    |                           | [ 7 ] [ 11 ] |
| 2020 | The Mimic              | Estelle                   |                           | [ 12 ]       |

### Televízió
| Év                     | Magyar cím                               | Cím                                       | Szerep                                      | Megjegyzések                                                                                    |
| ---------------------- | ---------------------------------------- | ----------------------------------------- | ------------------------------------------- | ----------------------------------------------------------------------------------------------- |
| 1960                   |                                          | Diagnosis: Unknown                        |                                             | epizód: "The Curse of the Gypsy"                                                                |
| 1962–65                |                                          | Love of Life                              | Julie Murano                                | Unknown epizód                                                                                  |
| 1962–63                |                                          | Naked City                                | Girl / Louise                               | 2 epizód                                                                                        |
| 1963                   |                                          | Route 66                                  | Liz Marshall                                | epizód: "A Long Way from St. Louie"                                                             |
| 1964                   |                                          | East Side/West Side                       | Phyllis Dowling                             | epizód: "Take Sides with the Sun"                                                               |
| 1964                   | Alfred Hitchcock bemutatja               | The Alfred Hitchcock Hour                 | Lorna Richmond                              | epizód: "The Ordeal of Mrs. Snow"                                                               |
| 1964                   |                                          | Ben Casey                                 | Flora Farr                                  | epizód: "August Is the Month Before Christmas"                                                  |
| 1964                   |                                          | Flipper                                   | Elena                                       | epizód: "300 Feet Below"                                                                        |
| 1964                   |                                          | The Doctors and the Nurses                | Edith Robertson                             | 2 epizód                                                                                        |
| 1964                   |                                          | The Reporterr                             | Jennifer                                    | epizód: "How Much for a Prince?"                                                                |
| 1964                   |                                          | The Rogues                                | Linda Tennant                               | epizód: "House of Cards"                                                                        |
| 1964–65                |                                          | The Defenders                             | Sharon Ruskin / Myra Maxwell                | 2 epizód                                                                                        |
| 1965                   |                                          | For the People                            | Phyllis Koster                              | 13 epizód                                                                                       |
| 1965                   |                                          | The Trials of O'Brien                     | Carole Ann Muffit                           | epizód: "Picture Me a Murder"                                                                   |
| 1966                   |                                          | The Fugitive                              | Pat Haynes                                  | epizód: "The White Knight"                                                                      |
| 1966                   |                                          | Preview Tonight                           | Vivian Scott                                | epizód: "Pursue and Destroy"                                                                    |
| 1966–73                |                                          | The F.B.I.                                | Various                                     | 6 epizód                                                                                        |
| 1968                   |                                          | Kiss Me Kate                              | Lois Lane / Bianca                          | TV-film                                                                                         |
| 1968–71                |                                          | The Name of the Game                      | Linda Ramsey / Rita Mason / Allie Chambers  | 2 epizód                                                                                        |
| 1969                   |                                          | It Takes a Thief                          | Lori Brooks                                 | epizód: "The Baranoff Timetable"                                                                |
| 1969                   |                                          | The Immortal                              | Janet Braddock                              | Pilot for TV series                                                                             |
| 1969                   |                                          | Then Came Bronson                         | Morgana Mendoza                             | epizód: "Where Will the Trumpets Be?"                                                           |
| 1969                   |                                          | Three's a Crowd                           | Jessica Carson                              | TV-film                                                                                         |
| 1969–73                |                                          | Love, American Style                      | Various                                     | 5 epizód                                                                                        |
| 1970                   |                                          | Mission: Impossible                       | Valerie                                     | epizód: "Orpheus"                                                                               |
| 1970                   |                                          | The Most Deadly Game                      | Leslie                                      | epizód: "Breakdown"                                                                             |
| 1970–73                |                                          | Mannix                                    | Various                                     | 3 epizód                                                                                        |
| 1971                   |                                          | Men at Law                                | Kate Callendar                              | epizód: "Let the Dier Beware"                                                                   |
| 1971                   |                                          | Alias Smith and Jones                     | Louise Carson                               | epizód: "Everything Else You Can Steal"                                                         |
| 1971                   |                                          | They Call It Murder                       | Jane Antrim                                 | TV-film                                                                                         |
| 1971–73                |                                          | Marcus Welby, M.D.                        | Marian Lawrence / Jenny Alquist             | 2 epizód                                                                                        |
| 1971–74                |                                          | Medical Center                            | Various                                     | 4 epizód                                                                                        |
| 1972                   |                                          | The Sixth Sense                           | Jordana Theland                             | epizód: "The Heart That Wouldn't Stay Buried"                                                   |
| 1972                   |                                          | Women in Chains                           | Dee Dee                                     | TV-film                                                                                         |
| 1972                   |                                          | Banyon                                    | Emily                                       | epizód: "The Old College Try"                                                                   |
| 1972                   |                                          | Cannon                                    | Jane Butler                                 | epizód: "That Was No Lady"                                                                      |
| 1972                   |                                          | Home for the Holidays                     | Frederica "Freddie" Morgan                  | TV-film                                                                                         |
| 1973                   |                                          | Banacek                                   | Erica Osburn                                | epizód: "The Two Million Clams of Cap'n Jack"                                                   |
| 1973                   |                                          | Jigsaw                                    |                                             | epizód: "Kiss the Dream Goodbye"                                                                |
| 1973                   |                                          | Tenafly                                   | Joyce Harrison                              | epizód: "The Cash and Carry Caper"                                                              |
| 1973–76                | San Francisco utcáin                     | The Streets of San Francisco              | Glen Williams / Glen Conway / Maggie Jarris | 2 epizód                                                                                        |
| 1974                   |                                          | Barnaby Jones                             | Brooke Leighton / Bernice Kellner           | 2 epizód                                                                                        |
| 1974                   | Columbo                                  | Columbo                                   | Dr. Margaret Nicholson                      | epizód: "Mind Over Mayhem"                                                                      |
| 1974                   |                                          | The Magician                              | Marian Tripp                                | epizód: "The Illusion Of The Evil Spikes"                                                       |
| 1974                   |                                          | Ironside                                  | Amy Prentiss                                | epizód: "Amy Prentiss AKA The Chief" Pilot for Amy Prentiss                                     |
| 1974                   |                                          | Hurricane                                 | Louise Damon                                | TV-film                                                                                         |
| 1974                   | Hawaii Five-O                            | Hawaii Five-O                             | Carla Crystal                               | epizód: "The Two Faced Corpse"                                                                  |
| 1974–75                |                                          | Amy Prentiss                              | Amy Prentiss                                | 3 epizód                                                                                        |
| 1975                   |                                          | McCloud                                   | Mrs. Jessica Wright                         | epizód: "Park Avenue Pirates"                                                                   |
| 1976                   |                                          | Having Babies                             | Sally McNamara                              | TV-film                                                                                         |
| 1976                   |                                          | McMillan                                  | Donna Drake                                 | epizód: "All Bets Off"                                                                          |
| 1976                   |                                          | Victory at Entebbe                        | Nomi Haroun                                 | TV-film                                                                                         |
| 1977                   |                                          | Visions                                   | Anna II                                     | epizód: "The Prison Game"                                                                       |
| 1977                   |                                          | All That Glitters                         | Joan Hamlyn                                 | 1 epizód                                                                                        |
| 1977                   |                                          | The New Adventures of Wonder Woman        | Gloria                                      | epizód: "The Return of Wonder Woman"                                                            |
| 1977                   |                                          | Black Market Baby                         | Louise Carmino                              | TV-film                                                                                         |
| 1977                   |                                          | What Really Happened to the Class of '65? | Fran                                        | epizód: "The Girl Nobody Knew"                                                                  |
| 1977                   |                                          | Gibbsville                                |                                             | epizód: "The Grand Gesture"                                                                     |
| 1978                   |                                          | Wild and Wooly                            | Megan                                       | TV-film                                                                                         |
| 1978                   |                                          | Wheels                                    | Ursula                                      | epizód #1.1                                                                                     |
| 1978                   |                                          | Dr. Strange                               | Fay Morgan le Fay                           | TV-film                                                                                         |
| 1978                   |                                          | Secrets of Three Hungry Wives             | Christina Wood                              | TV-film                                                                                         |
| 1978                   |                                          | Quincy, M.E.                              | Jessica Ross                                | epizód: "Images"                                                                                |
| 1978–85                |                                          | The Love Boat                             | Various                                     | 8 epizód                                                                                        |
| 1979                   |                                          | Vampire                                   | Nicole DeCamp                               | TV-film                                                                                         |
| 1979                   |                                          | She's Dressed to Kill                     | Irene Barton                                | TV-film                                                                                         |
| 1979–85                |                                          | Trapper John, M.D.                        | Melanie Townsend McIntyre                   | 10 epizód                                                                                       |
| 1981                   |                                          | Miracle on Ice                            | Pat Brooks                                  | TV-film                                                                                         |
| 1981                   |                                          | Aloha Paradise                            |                                             | epizód: "The Best of Friends/Success/9 Carats"                                                  |
| 1981                   |                                          | Scruples                                  | Maggie                                      | TV-film                                                                                         |
| 1982                   | Knots Landing                            | Knots Landing                             | Victoria Hill                               | epizód: "Reunion"                                                                               |
| 1982                   |                                          | Joanie Loves Chachi                       | Vanessa Sterling                            | epizód: "Everybody Loves Aunt Vanessa"                                                          |
| 1982                   |                                          | Matt Houston                              | Glynnis Durand                              | epizód: "Joey's Here"                                                                           |
| 1983                   |                                          | Thursday's Child                          | Roz Richardson                              | TV-film                                                                                         |
| 1983                   |                                          | Bare Essence                              | Ava Marshall                                | 11 epizód                                                                                       |
| 1984                   |                                          | The Return of Marcus Welby, M.D.          | Astrid Carlisle                             | TV-film                                                                                         |
| 1984–85                |                                          | Three's a Crowd                           | Claudia Bradford                            | 8 epizód                                                                                        |
| 1985                   |                                          | The Execution                             | Gertrude Simon                              | TV-film                                                                                         |
| 1985–94                | Gyilkos sorok                            | Murder, She Wrote                         | Various                                     | 4 epizód                                                                                        |
| 1986                   |                                          | Hote                                      | Irene Fitzgerald                            | epizód: "Child's Play"                                                                          |
| 1986                   | Magnum                                   | Magnum, P.I.                              | Joan Fulton                                 | epizód: "Novel Connection"                                                                      |
| 1986                   |                                          | Wildfire                                  | Lady Diabolyn (hang)                        | Main role                                                                                       |
| 1987                   |                                          | ABC Afterschool Specials                  | Dr. Stein                                   | epizód: "Just a Regular Kid: An AIDS Story"                                                     |
| 1988                   |                                          | J.J. Starbuck                             | Brin Coltan                                 | epizód: "Murder by Design"                                                                      |
| 1988                   |                                          | Aaron's Way                               | Connie Lo Verde                             | 14 epizód                                                                                       |
| 1991                   | A sötét víz kalózai                      | The Pirates of Dark Water                 | Additional voices                           | 2 epizód                                                                                        |
| 1991–94                |                                          | Dinosaurs                                 | Fran Sinclair (hang)                        | 65 epizód                                                                                       |
| 1992                   |                                          | Jack's Place                              | Claire                                      | epizód: "Romance Takes a Curtain Call"                                                          |
| 1992                   |                                          | The Round Table                           | Anne McPherson                              | epizód: "Yesterday We Were Playing Football"                                                    |
| 1994                   | Babylon 5                                | Babylon 5                                 | Senator Elise Voudreau                      | epizód: "A Spider in the Web"                                                                   |
| 1994                   |                                          | Coach                                     | Susan Miller                                | 5 epizód                                                                                        |
| 1995                   | Esküdt ellenségek                        | Law & Order                               | Anna Kopell                                 | epizód: "House Counsel"                                                                         |
| 1996                   |                                          | Wing Commander Academy                    | Admiral Rhea Bergstrom (hang)               | epizód: "Chain of Command"                                                                      |
| 1996                   | A varázslatos iskolabusz                 | The Magic School Bus                      | Ashley Walker-Club-Dupree (hang)            | epizód: "Rocks and Rolls"                                                                       |
| 1996–97                |                                          | One Life to Live                          | Eleanor Armitage                            | 6 epizód                                                                                        |
| 1997                   |                                          | Doomsday Rock                             | Secretary                                   | TV-film                                                                                         |
| 1997                   |                                          | You Wish                                  | Estelle                                     | epizód: "The Big Ride"                                                                          |
| 1998                   |                                          | Poltergeist: The Legacy                   | Suzanne Barnard                             | epizód: "The Light"                                                                             |
| 1998                   |                                          | Just Shoot Me!                            | Eve Gallo                                   | epizód: "Eve of Destruction"                                                                    |
| 1998–2000              |                                          | Oh Baby                                   | Celia Calloway                              | 20 epizód                                                                                       |
| 2000–01                |                                          | Jack & Jill                               | Mrs. Louise Zane                            | 3 epizód                                                                                        |
| 2003                   | Angyali érintés                          | Touched by an Angel                       | Naomi                                       | epizód: "The Show Must Not Go On"                                                               |
| 2003–06, 2013, 2018–19 | Az ítélet: család                        | Arrested Development                      | Lucille Bluth                               | 82 epizód                                                                                       |
| 2004                   | Boldogító igen, vagy nem                 | I Do (But I Don't)                        | Gennifer                                    | TV-film                                                                                         |
| 2006–07                | Juniper Lee                              | The Life and Times of Juniper Lee         | Demoness (hang)                             | 2 epizód                                                                                        |
| 2007                   | Őslények országa                         | The Land Before Time                      | Old One (hang)                              | epizód: "The Brave Longneck Scheme"                                                             |
| 2007                   |                                          | Rules of Engagement                       | Constance                                   | epizód: "Kids"                                                                                  |
| 2007                   |                                          | The Wedding Bells                         | Candace Sinclair                            | epizód: "Partly Cloudy, with a Chance of Disaster"                                              |
| 2007–10                |                                          | Saving Grac                               | Betty Hanadarko                             | 5 epizód                                                                                        |
| 2008                   | Esküdt ellenségek: Bűnös szándék         | Law & Order: Criminal Intent              | Eleanor Reynolds                            | epizód: "Please Note We Are No Longer Accepting Letters of Recommendation from Henry Kissinger" |
| 2008                   |                                          | Happy Hour                                | Nanette                                     | epizód: "Thanksgiving"                                                                          |
| 2008–09                | 90210                                    | 90210                                     | Tabitha Wilson                              | 13 epizód                                                                                       |
| 2009                   | Esküdt ellenségek: Különleges ügyosztály | Law & Order: Special Victims Unit         | Attorney Petra Gilmartin                    | epizód: "Solitary"                                                                              |
| 2009–21                | Archer                                   | Archer                                    | Malory Archer (hang)                        | 110 epizód                                                                                      |
| 2010                   |                                          | Gravity                                   | Henrietta                                   | 5 epizód                                                                                        |
| 2010                   | Make It or Break It                      | Make It or Break It                       | Grandma Tanner                              | epizód: "Battle of the Flexes"                                                                  |
| 2010                   | Scooby-Doo: Rejtélyek nyomában           | Scooby-Doo! Mystery Incorporated          | Mrs. Wyatt (hang)                           | epizód: "Howl Of The Fright Hound"                                                              |
| 2011                   | Agymenők                                 | [The Big Bang Theory                      | Mrs. Latham                                 | epizód: "The Benefactor Factor"                                                                 |
| 2011–12                |                                          | Retired at 35                             | Elaine Robbins                              | Main cast, 20 epizód                                                                            |
| 2013                   | Turbó Spuri                              | Turbo: F.A.S.T.                           | Tabitha (hang)                              | epizód: "Worst in Show/Belle of the Gumball"                                                    |
| 2014                   |                                          | Jennifer Falls                            | Maggie                                      | Main cast, 10 epizód                                                                            |
| 2015–18                | Csillag kontra Gonosz Erők               | Star vs. the Forces of Evil               | Miss Heinous / Meteora Butterfly (hang)     | 9 epizód                                                                                        |
| 2015, 2017             | NCIS                                     | NCIS                                      | Judith McKnight                             | epizód: "16 Years"; "Nonstop"                                                                   |
| 2016                   |                                          | The Odd Couple                            | Meredith                                    | epizód: "Felix Navidad"                                                                         |
| 2017                   | Justice League Action                    | Justice League Action                     | Athena (hang)                               | epizód: "The Trouble with Truth"                                                                |
| 2017                   |                                          | Difficult People                          | Mrs. Chuck                                  | epizód: "Criminal Minds"                                                                        |
| 2019                   |                                          | At Home with Amy Sedaris                  | Alice Brittlecrunch                         | 2 epizód                                                                                        |
| 2019–20                |                                          | Good Girls                                | Judith                                      | 2 epizód                                                                                        |
| 2020                   | Harley Quinn                             | Harley Quinn                              | Wendy Brown, Granny Goodness (voices)       | epizód: "Inner (Para) Demons"                                                                   |
| 2021                   | Anyaság túlsúlyban                       | American Housewife                        | Margaret                                    | epizód: "Getting Frank with the Ottos"                                                          |

## Fordítás
- Ez a szócikk részben vagy egészben a Jessica Walter című angol Wikipédia-szócikk fordításán alapul.  Az eredeti cikk szerkesztőit annak laptörténete sorolja fel. Ez a jelzés csupán a megfogalmazás eredetét és a szerzői jogokat jelzi, nem szolgál a cikkben szereplő információk forrásmegjelöléseként.